# Il professore cambia scuola
Il professore cambia scuola (Les grands esprits) è un film del 2017 diretto da Olivier Ayache-Vidal.

## Trama
François Foucault è un quarantenne professore di letteratura francese presso il prestigioso Liceo Enrico IV a Parigi. 
Per fare colpo su una donna, che scoprirà solo dopo essere una funzionaria del Ministero dell'educazione nazionale, si lancia in dichiarazioni di principio sulla necessità di mandare professori esperti nelle scuole disagiate. Queste affermazioni attivano una serie di vicissitudini che lo costringono suo malgrado ad accettare un trasferimento di un anno in un istituto di periferia a Stains. Qui scoprirà che il suo metodo didattico calibrato su una scuola di élite della Parigi bene è completamente inadatto alla realtà di una banlieue, fino a quando non capisce che deve rovesciare il suo approccio.

## Curiosità
Il regista e sceneggiatore, Ayache-Vidal, per girare il film, ha frequentato la vita del liceo Barbara de Stains, osservando per due anni le attività della comunità scolastica nella periferia parigina.

## Distribuzione
È stato distribuito nelle sale cinematografiche italiane a partire dal 7 febbraio 2019.